# Ivan Sovetnikov
Ivan Guerassimovitch Sovetnikov (en russe : Иван Герасимович Советников) né le 13 juin 1897 et mort le 1er février 1957, est un commandant militaire soviétique. 

## Biographie
De 1939 à 1941 il  dirige la 5e armée créé dans le secteur militaire de Kiev. En septembre 1939, la 5e armée prend part à l'Invasion soviétique de la Pologne.
En juillet 1941 la 5e armée combat la 11e Panzerdivision vers Berditchev. Elle participe à la Bataille de Kiev (1941) en septembre, elle est encerclée par l'armée allemande.
Du 22 juin 1943 au 13 janvier 1944 il commande la 34e armée.